# Prüfeninger Weiheinschrift

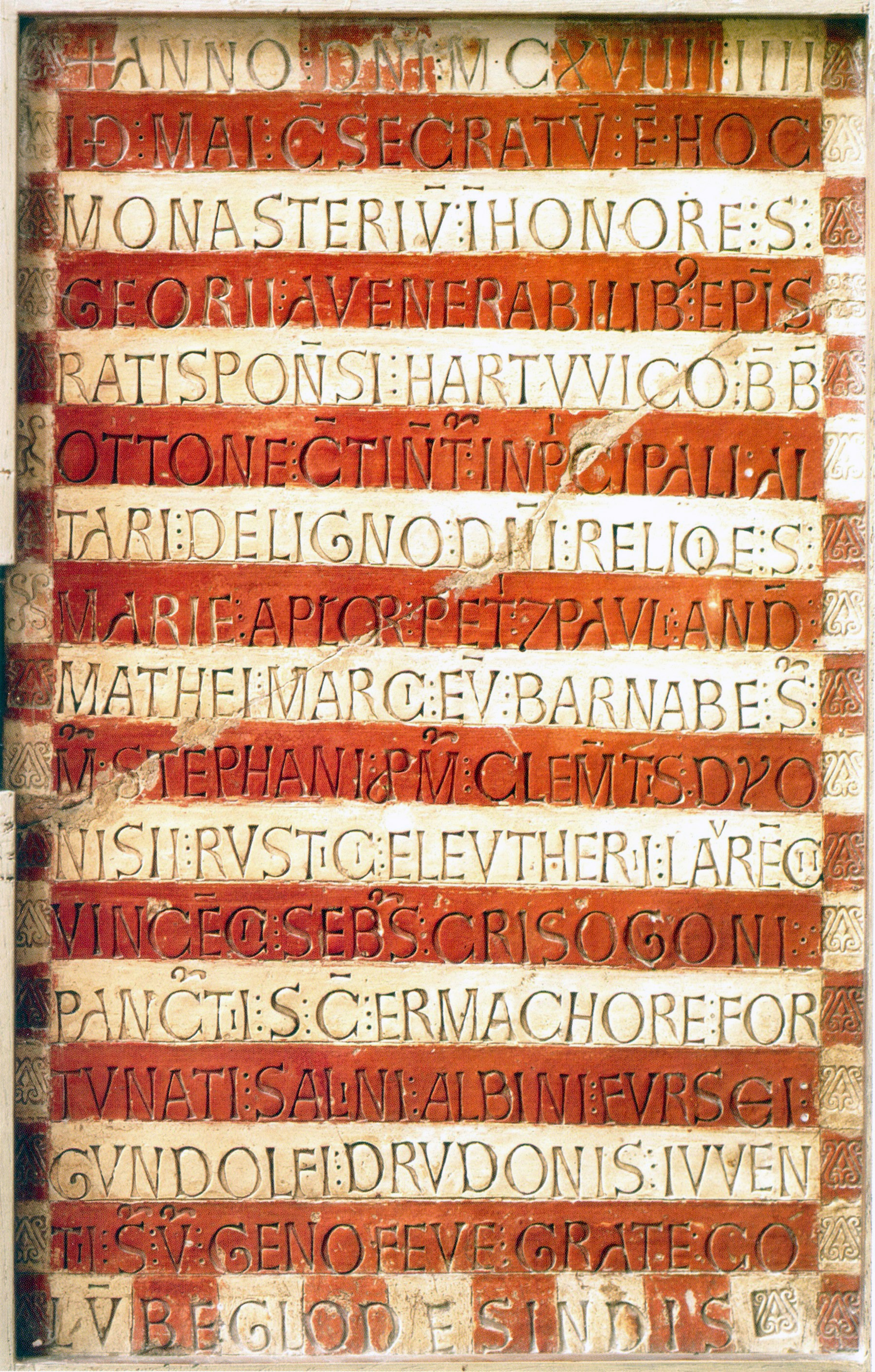
Prüfeninger Weiheinschrift. Ihr Text wurde mittels Einbuchstabenstempel geschaffen.

Die Prüfeninger Weiheinschrift ist eine hochmittelalterliche Inschrift, die 1119, über dreihundert Jahre vor Johannes Gutenberg, nach dem typographischen Prinzip erzeugt wurde. Die Inschriftenplatte steht im Kloster Prüfening in Regensburg (Bayern).

## Beschreibung
Die lateinische Inschrift befindet sich an ihrem ursprünglichen Ort im Kloster Prüfening, einer ehemaligen Benediktinerabtei; sie enthält die Weihe für die von den Bischöfen Hartwig von Regensburg und Otto von Bamberg zu Ehren des Heiligen Georg errichtete Klosterkirche. Die an einem der Kirchenpfeiler befestigte Inschriftenplatte gibt das Jahr der Kirchweihe und damit ihr eigenes Entstehungsdatum mit 1119 (•MCXVIIII•) an. Die rot-weiß übermalte, von einem Riss durchlaufene Platte besteht aus gebranntem Ton und ist ca. 26 cm breit, 41 cm hoch und 3 cm dick. Die Schriftart ist die klassisch-römische Monumentalschrift, die Buchstabenbilder sind vertieft. Kopien der Platte befinden sich in mehreren deutschen Museen, darunter im Gutenberg-Museum in Mainz.

## Typographie
Das ungewöhnlich scharfe Schriftbild der Inschrift hat in der Epigraphik immer wieder zu der Vermutung geführt, dass die Buchstaben nicht per Hand in den Ton eingeritzt wurden. Der typographische Charakter der Inschrift konnte schließlich in einer systematischen Untersuchung des Textkörpers durch den Schriftsetzer und Sprachwissenschaftler Herbert Brekle eindeutig nachgewiesen werden. Demnach handelt es sich um eine Frühform des Buchdrucks, wie er bereits bei der Phaistos-Scheibe zur Anwendung gekommen war: Der 17-zeilige Text wurde mittels einzelner Buchstabenstempel (vermutlich aus Holz) in den noch weichen Ton gedrückt, wobei für jeden Buchstaben, der mehr als einmal vorkam, derselbe Stempel erneut verwendet wurde. Damit ist das maßgebliche typographische Kriterium erfüllt, nämlich die durchgängige Wiederverwendung von Lettern zur Texterstellung. Dabei ist es unerheblich, dass die Prüfeninger Inschrift durch Eindrücken in den Ton und nicht – wie später von Gutenberg praktiziert – Drucken auf Papier hergestellt wurde, da weder die technische Ausführung noch das Material des Bedruckkörpers den Druck mit beweglichen Lettern definieren, sondern das Kriterium der Typidentität:

„Das entscheidende Kriterium, das ein typographisch hergestellter Druck erfüllen muß, ist jenes der Typidentität der jeweils im gedruckten Text erscheinenden Buchstabenformen. Mit anderen Worten: alle im Text auftauchenden Buchstabenformen müssen sich jeweils als Exemplare („tokens“) ein und desselben Buchstabentyps, eben der Type oder Letter, die ein seitenverkehrtes Bild des gedruckten Buchstabens zeigt, erweisen.“

Durch Übereinanderprojizieren der im Text vorkommenden Buchstaben (also z. B. aller „A“ übereinander) bei starker Vergrößerung konnte die durchgehende Typidentität der Prüfeninger Weiheinschrift zweifelsfrei demonstriert werden. Ein zusätzlicher Hinweis darauf, dass der Erschaffer der Inschrift mit wiederverwendeten Lettern gearbeitet hat, ist die auffällige Neigung mancher Buchstaben nach rechts oder links; in diesen Fällen war es ihm nicht gelungen, die Buchstabenstempel völlig parallel zu den Seitenrändern der Platte aufzusetzen. Das Indiz der verwackelt eingedrückten Lettern, aber vor allem die Erfüllung des Typ-Exemplar-Kriteriums beweisen die „typographische Herstellungsart der Prüfeninger Weiheinschrift zweifelsfrei“.
Ein in der Nähe des Prüfeninger Klosters gefundenes Fragment einer weiteren Inschriftentafel deutet darauf hin, dass die Weiheinschrift keinen Einzelfall darstellte, sondern die typographische Herstellungsart zumindest im lokalen Umfeld häufiger zur Anwendung gekommen sein muss.

### Weitere mittelalterliche Techniken
Im Dom der italienischen Stadt Cividale steht der silberne Altaraufsatz des Pilgrim II. von circa 1200, dessen lateinische Inschrift mit Hilfe einzelner Buchstabenpunzen eingeschlagen wurde. Neben der Stempel- und der Punzentechnik ist noch eine weitere typographische Technik bekannt: In der heute zerstörten Chertsey Abbey in England fanden sich Reste eines aus Buchstabenziegeln zusammengesetzten Pflasters, das im 13. Jahrhundert nach dem Scrabble-Prinzip verlegt wurde. Die Technik ist auch für das Kloster Zinna bei Berlin und das niederländische Kloster Aduard dokumentiert.

## Wortlaut
Der lateinische Wortlaut der Inschrift lautet mit ausgeschriebenen Abkürzungen:

„+ Anno domini MCXVIIII, IIII idus mai, consecratum est hoc monasterium in honore sancti Georgii a venerabilibus episcopis Ratisponensi Hartwico Bambergensi Ottone. Continentur in principali altari de ligno Domini; reliquiae sanctae Mariae; apostolorum Petri et Pauli, Andreae; Mathei, Marci, evangelistarum; Barnabae; sanctorum martyrum Stephani, protomartyris, Clementis, Dionysii, Rustici, Eleutherii, Laurentii, Vincentii, Sebastiani, Crisogoni, Pancratii; sanctorum confessorum Ermachorae, Fortunati, Salini, Albini, Fursei, Gundolfi, Drudonis, Juventii; sanctarum virginum Genofevae, Gratae, Columbae, Glodesindis.“

In der deutschen Übersetzung:

„Im Jahre des Herrn 1119, am Tag 4 vor den Iden des Mai ist dieses Münster konsekriert worden zu Ehren des hl. Georg von den verehrungswürdigen Bischöfen Hartwig von Regensburg und Otto von Bamberg. Es sind enthalten im Hauptaltar Reliquien vom Kreuzesholz des Herrn, der hl. Maria, der Apostel Petrus, Paulus und Andreas, der Evangelisten Matthäus und Markus, des Barnabas, der hl. Märtyrer: Stephanus, des Erzmärtyrers, des Clemens, des Dionysius, des Rusticus, des Eleutherius, des Laurentius, des Vincentius, des Sebastian, des Chrysogonus, des Pancratius; der hl. Bekenner: der Ermachora, des Fortunatus, des Salinus, des Albinus, des Furseus, des Gundolf, des Drudo, des Juventinus; der hl. Jungfrauen Genoveva, Grata, Columba, Glodesindis.“